# Lijst van Waalse ministers van Ambtenarenzaken
Dit is een lijst van ministers van Ambtenarenzaken in de Waalse regering. 

## Lijst
| Nr.                                     | Minister | Minister                   | Partij | Partij | Begin             | Einde             | Regering(en)                               | Bevoegdheid                                        |
| --------------------------------------- | -------- | -------------------------- | ------ | ------ | ----------------- | ----------------- | ------------------------------------------ | -------------------------------------------------- |
| 1                                       |          | Melchior Wathelet (1949)   |        | PSC    | 27 november 1985  | 3 februari 1988   | Wathelet                                   | Algemene Zaken en Personeel                        |
| vacant (3 februari 1988-10 mei 1988)    |          |                            |        |        |                   |                   |                                            |                                                    |
| 2                                       |          | Edgard Hismans (1930-1995) |        | PS     | 10 mei 1988       | 18 januari 1989   | Anselme                                    | Plaatselijke Ambtenarenzaken                       |
| 3                                       |          | Bernard Anselme (1945)     |        | PS     | 18 januari 1989   | 8 januari 1992    | Anselme                                    | Plaatselijke Ambtenarenzaken                       |
| vacant (8 januari 1992-25 januari 1994) |          |                            |        |        |                   |                   |                                            |                                                    |
| (3)                                     |          | Bernard Anselme (1945)     |        | PS     | 25 januari 1994   | 12 juli 1999      | Collignon I, II                            | Ambtenarenzaken                                    |
| 4                                       |          | Jean-Marie Severin (1941)  |        | PRL    | 12 juli 1999      | 17 oktober 2000   | Di Rupo I, Van Cauwenberghe I              | Ambtenarenzaken                                    |
| 5                                       |          | Charles Michel (1975)      |        | PRL    | 17 oktober 2000   | 19 juli 2004      | Van Cauwenberghe I                         | Ambtenarenzaken                                    |
| 6                                       |          | Philippe Courard (1966)    |        | PS     | 19 juli 2004      | 15 juli 2009      | Van Cauwenberghe II, Di Rupo II, Demotte I | Ambtenarenzaken                                    |
| 7                                       |          | Jean-Marc Nollet (1970)    |        | Ecolo  | 15 juli 2009      | 22 juli 2014      | Demotte II                                 | Ambtenarenzaken                                    |
| 8                                       |          | Christophe Lacroix (1966)  |        | PS     | 22 juli 2014      | 28 juli 2017      | Magnette                                   | Ambtenarenzaken en Administratieve Vereenvoudiging |
| 9                                       |          | Alda Greoli (1962)         |        | cdH    | 28 juli 2017      | 13 september 2019 | Borsus                                     | Ambtenarenzaken en Administratieve Vereenvoudiging |
| 10                                      |          | Valérie De Bue (1966)      |        | MR     | 13 september 2019 | 15 juli 2024      | Di Rupo III                                | Ambtenarenzaken en Administratieve Vereenvoudiging |
| 11                                      |          | Jacqueline Galant (1966)   |        | MR     | 15 juli 2024      | heden             | Dolimont                                   | Ambtenarenzaken en Administratieve Vereenvoudiging |